# 새뮤얼 핀리

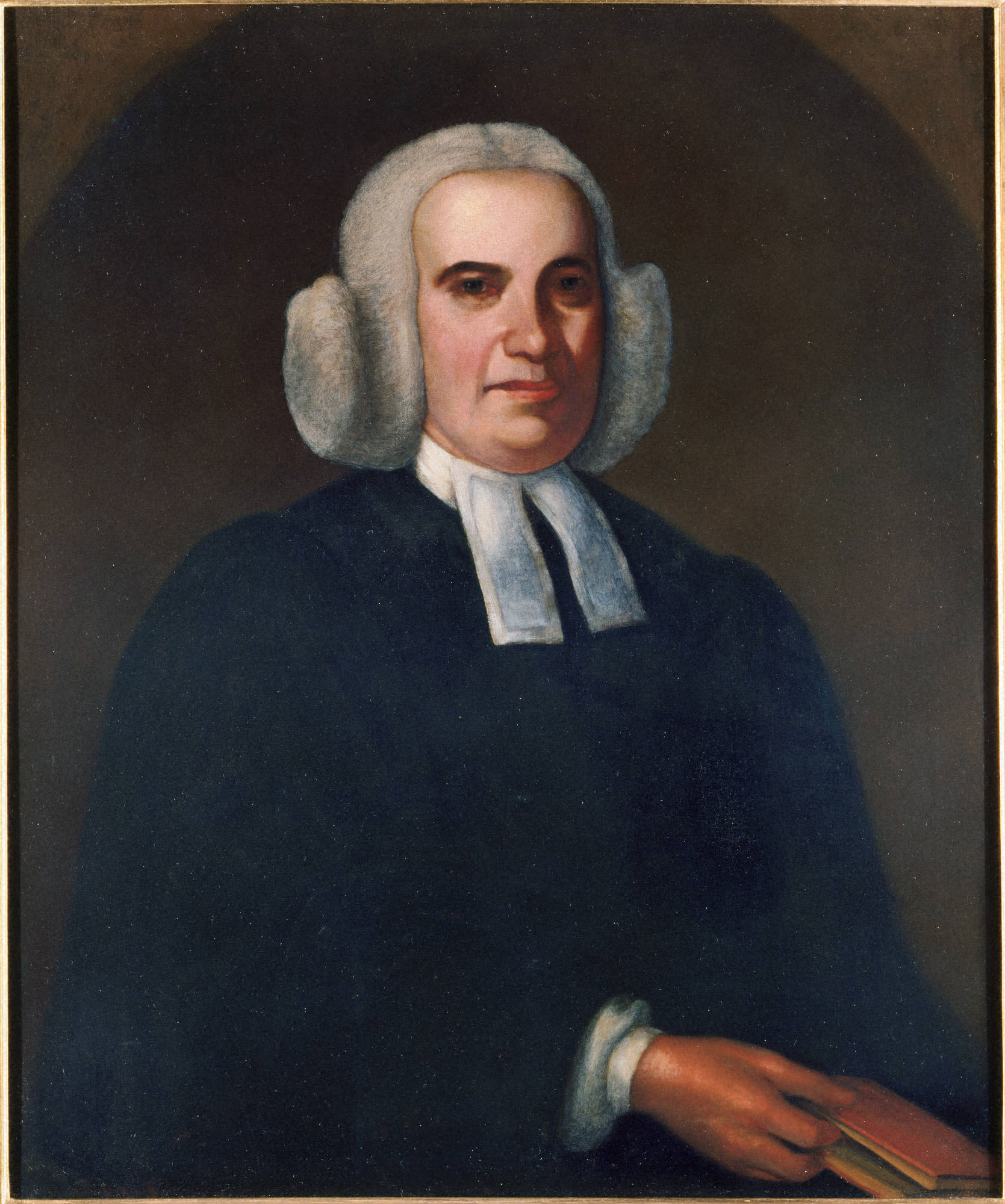
사무엘 핀리

새뮤얼 핀리(영어: Samuel Finley; 1715년 7월 2일 - 1766년 7월 17일)는 통나무 대학을 졸업하였고, 뉴저지 대학(현 프린스턴 대학교)의 5대 총장을 역임한 목회자로 새빛파에 속한다. 새뮤얼 데이비스의 후임이자, 존 위더스푼의 전임 총장으로 초기 장로교 목회자에 속하며 순회 설교를 하였다. 대부흥운동에도 조력했으며, 예견치 못했던 핍박을 받기도 하였다. 그의 첫번째 부인이였던 사라 홀은 벤자민 러시의 어머니인 수잔나 홀 하비와 자매관계이다.
핀리는 뉴저지 대학에 대한 최초의 역사학자이다.